# Werther (Thüringen)

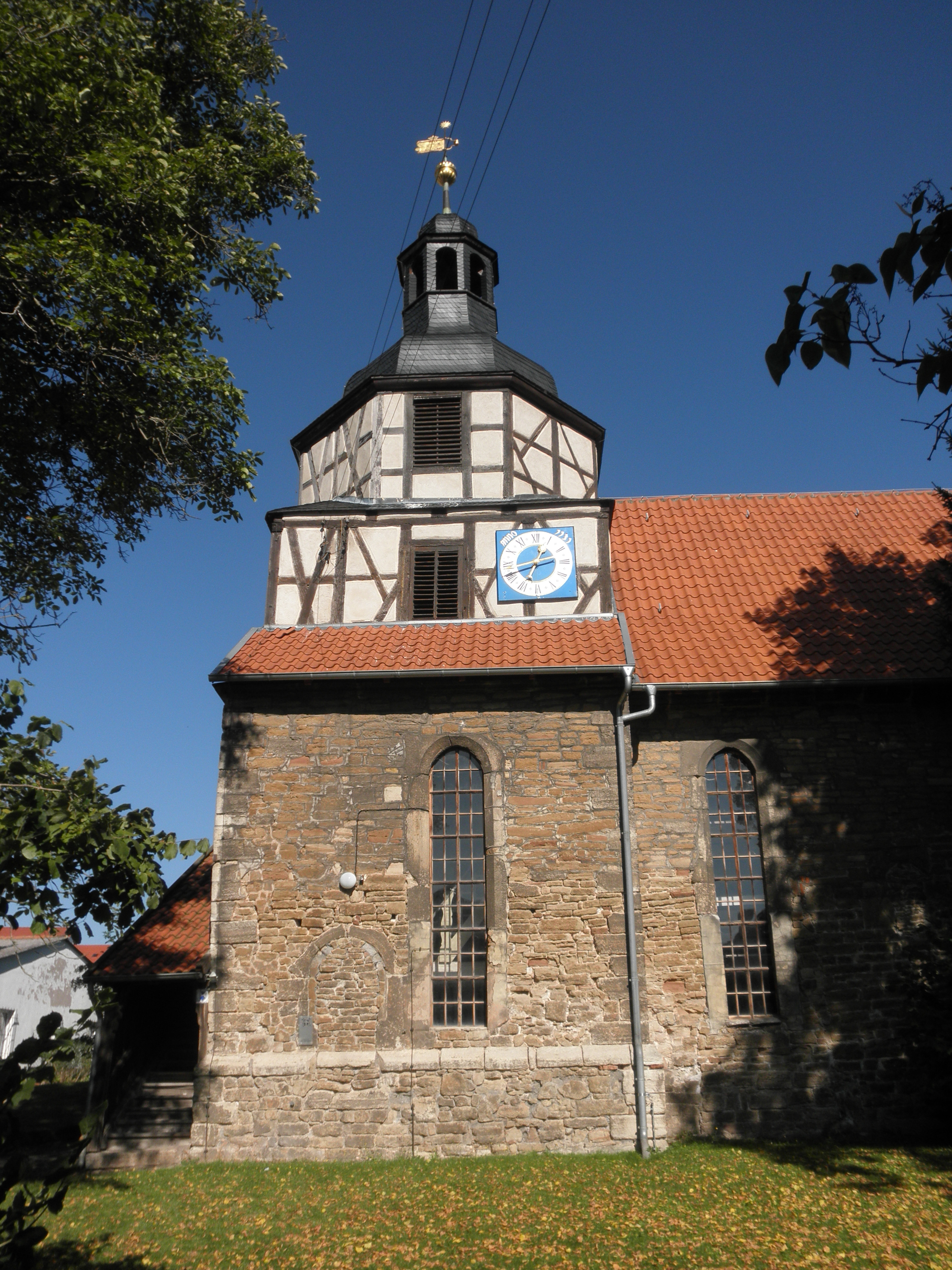
Kirche St. Nicolai in Großwerther

Werther ist eine Gemeinde (mit knapp 3100 Einwohnern) und ein Ortsteil (mit 1450 Einwohnern) im Landkreis Nordhausen in Thüringen in Deutschland.

## Geografie
Die Gemeinde Werther liegt im Tal der Helme, im Nordhäuser Buntsandsteinland, einer Region des Nordthüringer Hügellandes. Sie grenzt im Südosten an die Goldene Aue.
Die Kreisstadt Nordhausen ist etwa 2 km in östlicher Richtung entfernt.

### Gemeindegliederung
Zur Gemeinde Werther gehören acht Orte, die aus der ehemaligen Verwaltungsgemeinschaft Helmetal hervorgingen. Dazu zählen:
- Großwechsungen mit rund 860 Einwohnern und dem dazugehörigen Weiler Schern
- Günzerode (ca. 220 Einwohner)
- Haferungen (ca. 155 Einwohner)
- Immenrode (ca. 100 Einwohner) und dem dazugehörigen Weiler Fronderode
- Kleinwechsungen (ca. 260 Einwohner) und die Flarichsmühle
- Mauderode (ca. 127 Einwohner)
- Pützlingen (ca. 120 Einwohner)
- Werther (ca. 1450 Einwohner) mit den historischen Ortsteilen
  - Kleinwerther (im Norden)
  - Großwerther (im Süden)
  - Schate (südlich von Großwerther)

## Geschichte
Der Ort wurde erstmals in einer Schenkungsurkunde des Erzbischofs Ruthard von Mainz im Jahr 1093 erwähnt. Der Name ist eine Variante des norddeutschen Werder (= Insel), was durch die Trockenlegung des umliegenden Gebietes durch Zisterziensermönche des Klosters Walkenried im 12. Jahrhundert zu erklären ist.
Im Ortsteil Kleinwerther stand an der Stelle des heute noch existierenden Schlosses des Rittergutes eine Wasserburg, die im 11. Jahrhundert erbaut und im Bauernkrieg 1525 zerstört wurde. Drei Tonnenkeller unter dem noch vorhandenen Gutshaus und Reste der Wassergräben zeugen von der Anlage. Die Herren von Werthern wurden 1209 urkundlich erwähnt.
Einen Ortsteil von Werther stellt auch die 1945 angelegte Neubauernsiedlung „Schate“ dar. Sie befindet sich kaum tausend Meter südlich der Ortslage am Fuß des Siechenberges und ging auf das ehemals dort befindliche, selbstständige Kirchdorf „Schate“ zurück, welches 1266 erstmals urkundlich Erwähnung fand, aber schon 1506 als Wüstung bezeichnet wurde.
Während des Zweiten Weltkrieges mussten 500 und zeitweise bis zu 950 Häftlinge des KZ Mittelbau-Dora beim Bau der Helmetalbahn auszehrende Zwangsarbeit leisten. Seit 1995 erinnert eine Gedenktafel am ehemaligen Schafstall, ihrem Unterbringungsort, an die NS-Verbrechen. Im März 1945 richtete die SS in Großwerther noch ein KZ-Außenkommando von Mittelbau-Dora ein, in dem 300 vorwiegend jüdische Frauen auf Zwischenstation ihres Todesmarsches aus dem KZ Groß Rosen bis zum KZ Mauthausen untergebracht waren. Außerdem mussten mindestens 145 ausländische Frauen und Männer seit Kriegsbeginn Zwangsarbeit leisten: in der Landwirtschaft von Immenrode, auf dem Gut in Großwechsungen, in Kleinwerther, in Großwerther und auf der Domäne der Gebrüder Rühmkorf in Günzerode.
Im Jahr 1951 wurden Großwerther und Kleinwerther zur Gemeinde Werther zusammengefasst.
Am 1. Januar 1997 wurden die Orte Großwechsungen, Günzerode, Haferungen, Immenrode, Kleinwechsungen, Mauderode und Pützlingen nach Werther eingemeindet. Zugleich wurde die Verwaltungsgemeinschaft Helmetal, der alle Gemeinden und die Gemeinde Hesserode angehörten, aufgelöst.
Am 13. Februar 2015 wechselte Fronderode von der Gemeinde Friedrichsthal zur Gemeinde Werther.

### Einwohnerentwicklung
Entwicklung der Einwohnerzahl:
| - 1997 – 3823 - 1998 – 3825 - 1999 – 3813 - 2000 – 3821 - 2001 – 3803 - 2002 – 3751 - 2003 – 3681 | - 2004 – 3655 - 2005 – 3622 - 2006 – 3600 - 2007 – 3581 - 2008 – 3516 - 2009 – 3450 - 2010 – 3377 | - 2011 – 3329 - 2012 – 3333 - 2013 – 3280 - 2014 – 3290 - 2015 – 3293 - 2016 – 3235 - 2017 – 3249 | - 2018 – 3216 - 2019 – 3166 - 2020 – 3133 - 2021 – 3086 - 2022 – 3050 - 2023 – 3058 |

 Datenquelle: ab 1994 Thüringer Landesamt für Statistik – Werte vom 31. Dezember

## Gemeinderat
Der Gemeinderat in Werther besteht aus 16 Ratsmitgliedern:
| Partei / Liste                                    | Sitze | Stimmenanteil |
| ------------------------------------------------- | ----- | ------------- |
| Bürgerbewegung Runder Tisch                       | 6     | 33,2 %        |
| Sozialdemokratische Partei Deutschlands (SPD)     | 3     | 20,6 %        |
| Christlich Demokratische Union Deutschlands (CDU) | 3     | 19,8 %        |
| Wählergruppe Feuerwehr & mehr                     | 2     | 12,1 %        |
| Bürgerinitiative Offenes Helmetal                 | 1     | 07,9 %        |
| Die Linke                                         | 1     | 06,4 %        |

(Stand: Kommunalwahlen in Thüringen am 26. Mai 2024)

## Sehenswürdigkeiten
- St. Nikolai in Großwerther
- St. Philippus in Kleinwerther: Das Bauwerk entstand im Jahr 1572 durch den damaligen Ortsherren Philip von Werthern. Es handelt sich um eine rechteckige Saalkirche mit polygonalem Chor und einem dreigeschossigen Kirchturm. Das Bauwerk wird derzeit saniert und erhält dabei seinen ursprünglichen, für die Region charakteristischen Putz aus Gips (Stand 2020).[7]
- Schloss in Kleinwerther
- St. Peter und Paul in Großwechsungen
- St. Andreas in Günzerode
- St. Andreas in Haferungen
- Dorfkirche in Immenrode
- St. Michaelis in Pützlingen
- Dorfkirche in Kleinwechsungen

## Wirtschaft und Infrastruktur
In der Gemeinde Werther gibt es zwei Gewerbegebiete. Eines davon befindet sich im Ortsteil Werther „Am Mühlweg“ – direkt an der ehemaligen B 80
und 100 m vom Anschluss der A 38 entfernt. Das Gewerbegebiet ist zu 90 % ausgelastet.
Das zweite Gewerbegebiet befindet sich im Ortsteil Großwechsungen „Hinter der Aue“ – dies ist über die B 243 zu erreichen. In diesem Gewerbegebiet gibt es noch freie Flächen, welche sich im Privateigentum befinden. Seit 2021 befindet sich an der Anschlussstelle 10 der A38 ein Autohof mit Tankstelle, Fast Food Restaurant, Lebensmittel-Discounter und einer Landmaschinen Werkstatt. Zusätzlich entstanden auf dem Gelände 50 Lkw-Stellplätze.

### Verkehrsanbindung
Werther ist über die Bundesstraße 243 sowie über die A 38 (sogenannte Südharztangente) erreichbar. Die Gemeinde verfügt im Ort Großwerther über einen Haltepunkt an der Bahnstrecke Halle–Hann. Münden.

## Persönlichkeiten
- Friedrich Georg Tuve (1759–1830), evangelisch-lutherischer Pastor
- Eberhard Herwarth von Bittenfeld (1796–1884), preußischer Generalfeldmarschall
- Richard Quelle (1870–1926), Verleger
- Walter Steinecke (1888–1975), Politiker (NSDAP)
- Selmar Bühling (1895–1977), Jurist, Politiker, Gründer der Vereinigung Heimattreue Erfurter